# Peq-paq Indian Reserve 22
Peq-paq Indian Reserve 22 är ett reservat i Kanada.   Det ligger i provinsen British Columbia, i den södra delen av landet, 3 400 km väster om huvudstaden Ottawa.
I omgivningarna runt Peq-paq Indian Reserve 22 växer i huvudsak barrskog. Trakten runt Peq-paq Indian Reserve 22 är nära nog obefolkad, med mindre än två invånare per kvadratkilometer.